# Markus Prock
 (octobre 2015).
Pour les articles homonymes, voir Prock.
Markus Prock, né le 22 juin 1964 à Innsbruck, est un lugeur autrichien.
Il a remporté trois médailles olympiques, deux d'argent en 1992 à Albertville puis 1994 à Lillehammer et une médaille de bronze en 2002, ainsi que deux titres mondiaux.

## Palmarès

### Jeux olympiques
- Jeux olympiques d'hiver de 1992 à Albertville 
  -  Médaille d'argent.
- Jeux olympiques d'hiver de 1994 à Lillehammer 
  -  Médaille d'argent.
- Jeux olympiques d'hiver de 2002 à Salt Lake City 
  -  Médaille de bronze.

### Championnats du monde
- médaille d'or en individuelle en 1987 et 1996.
- médaille d'or par équipe en  1996, 1997 et 1999.
- médaille d'argent en simple en 1990 et 1997.
- médaille d'argent par équipe en 1991 et 1993.
- médaille de bronze en individuelle en 1991,  1995 et 2001.
- médaille de bronze  par équipe en 1995 et 2000.

### Coupe du monde
- 10 gros globe de cristal en individuel : 1988, 1991, 1992, 1993, 1994, 1995, 1996, 1997, 1999 et 2002.
- 73 podiums individuels : 
  - en simple : 33 victoires, 17 deuxièmes places et 23 troisièmes places.

### Championnats d'Europe
- médaille d'or du simple en 1994, 1998 et 2002.
- médaille d'argent du simple en 1988, 1990 et 2000.
- médaille d'argent par équipe en 1992 et 1996.
- médaille de bronze par équipe en 1994, 1998 et 2002.